# Argentinië op het wereldkampioenschap voetbal 2014
Argentinië was een van de deelnemende landen aan het wereldkampioenschap voetbal 2014 in Brazilië. Het was de zestiende deelname voor het land. Alejandro Sabella nam als bondscoach voor de eerste keer deel aan het WK. Argentinië verloor in de finale met 1-0 van Duitsland. Aanvoerder Lionel Messi werd na afloop van het toernooi verkozen tot beste speler van het WK.

## Kwalificatie

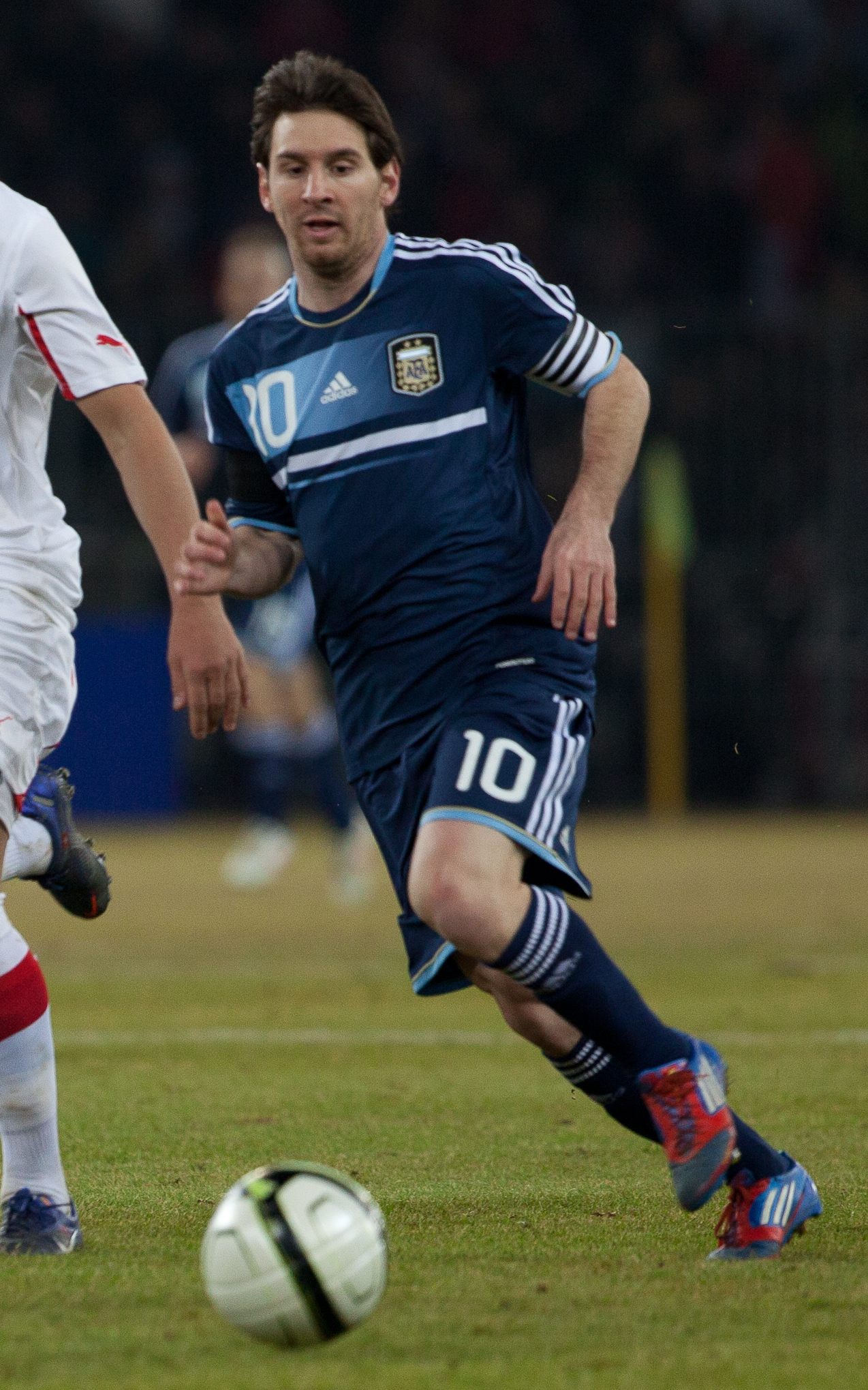
Lionel Messi werd in augustus 2011 benoemd tot aanvoerder door Alejandro Sabella.

Argentinië begon op 7 oktober 2011 aan de kwalificatie voor het wereldkampioenschap. Het versloeg toen in eigen land Chili met 4-1 na een doelpunt van Lionel Messi en een hattrick van Gonzalo Higuaín. Een speeldag later liepen de Argentijnen echter al tegen hun eerste nederlaag aan. Het team van bondscoach Sabella verloor met het kleinste verschil van Venezuela en liet een maand later ook punten liggen tegen Bolivia (1-1). Argentinië sloot 2011 af met een belangrijke zege tegen concurrent Colombia, dat zonder sterkhouder Radamel Falcao met 1-2 verloor.
Zeven maanden later ging de Zuid-Amerikaanse kwalificatieronde verder. Het team van Sabella won in de eerste kwalificatiewedstrijd van 2012 overtuigend van Ecuador. Het werd 4-0 na doelpunten van Sergio Agüero, Higuaín, Messi en Ángel Di María. Nadien won Argentinië met 3-1 van Paraguay na opnieuw treffers van Higuaín, Messi en Di María. Vijf dagen later speelde de Argentijnen tegen Peru voor de tweede maal gelijk. Het was voor Argentinië het derde puntenverlies in zeven wedstrijden. Een maand later deed Argentinië wel een gouden zaak door voor eigen volk te winnen van Uruguay, een van de revelaties van het WK 2010. Messi (2x) en Aguero zorgden voor de 3-0 eindstand. Enkele dagen later wonnen de Albicelestes opnieuw van Chili (1-2), dat nochtans een goede kwalificatiecampagne speelde.
In 2013 stonden er voor Argentinië nog zeven kwalificatiewedstrijden op het programma. Argentinië won eerst vlot van opnieuw Venezuela, maar liet dan weer verrassend punten liggen tegen het bescheiden Bolivia (1-1). Achteraf was Argentinië blij met het gelijkspel, aangezien de laatste ontmoeting in La Paz tussen beide landen in een 6-1 nederlaag voor Argentinië was geëindigd. Bovendien hadden tal van spelers door het enorme hoogteverschil moeite met ademen. Aanvoerder Messi werd zelfs ziek van het gebrek aan zuurstof. Vervolgens speelde Argentinië in eigen land 0-0 gelijk tegen Colombia, dat ditmaal wel kon rekenen op Falcao. De wedstrijd begon met veel kansen voor beide teams, maar viel volledig stil toen elk land een speler zag uitgesloten worden. Zowel Higuaín als Cristián Zapata kreeg na 26 minuten rood voor een opstootje. Ondanks het gelijkspel behielden de Argentijnen hun leidersplaats. Ook in de volgende wedstrijd, tegen Ecuador, raakte Argentinië niet verder dan een gelijkspel (1-1). Javier Mascherano kreeg in dat duel een rode kaart voor een trap naar een verzorger.
In september 2013 zette Argentinië orde op zaken door met 2-5 te winnen van Paraguay. Aguero, Di María en Maxi Rodríguez scoorden elk een keer, Messi zette twee strafschoppen om. Door de zege was Argentinië zeker van de eerste plaats in het klassement en deelname aan het WK. In oktober 2013 werkten de Argentijnen nog twee kwalificatieduels af. Tegen Peru boog Argentinië dankzij goals van Rodrigo Palacio en Ezequiel Lavezzi (2x) een 0-1 achterstand om in een 3-1 zege. Op de slotspeeldag verloren de Argentijnen met 3-2 van Uruguay. Maxi Rodríguez maakte de twee Argentijnse treffers.

### Kwalificatieduels
| 7 oktober 2011    | Argentinië | 4 – 1 | Chili      |
| 11 oktober 2011   | Venezuela  | 1 – 0 | Argentinië |
| 11 november 2011  | Argentinië | 1 – 1 | Bolivia    |
| 15 november 2011  | Colombia   | 1 – 2 | Argentinië |
| 2 juni 2012       | Argentinië | 4 – 0 | Ecuador    |
| 7 september 2012  | Argentinië | 3 – 1 | Paraguay   |
| 11 september 2012 | Peru       | 1 – 1 | Argentinië |
| 12 oktober 2012   | Argentinië | 3 – 0 | Uruguay    |
| 16 oktober 2012   | Chili      | 1 – 2 | Argentinië |
| 22 maart 2013     | Argentinië | 3 – 0 | Venezuela  |
| 26 maart 2013     | Bolivia    | 1 – 1 | Argentinië |
| 7 juni 2013       | Argentinië | 0 – 0 | Colombia   |
| 11 juni 2013      | Ecuador    | 1 – 1 | Argentinië |
| 10 september 2013 | Paraguay   | 2 – 5 | Argentinië |
| 11 oktober 2013   | Argentinië | 3 – 1 | Peru       |
| 15 oktober 2013   | Uruguay    | 3 – 2 | Argentinië |

### EindstandCONMEBOL
| Nr. | Land       | GW | W | G | V  | DV | DT | DS  | Ptn |
| --- | ---------- | -- | - | - | -- | -- | -- | --- | --- |
| 1   | Argentinië | 16 | 9 | 5 | 2  | 35 | 15 | +20 | 32  |
| 2   | Colombia   | 16 | 9 | 3 | 4  | 27 | 13 | +14 | 30  |
| 3   | Chili      | 16 | 9 | 1 | 6  | 29 | 25 | +4  | 28  |
| 4   | Ecuador    | 16 | 7 | 4 | 5  | 20 | 16 | +4  | 25  |
| 5   | Uruguay    | 16 | 7 | 4 | 5  | 25 | 25 | 0   | 25  |
| 6   | Venezuela  | 16 | 5 | 5 | 6  | 14 | 20 | −6  | 20  |
| 7   | Peru       | 16 | 4 | 3 | 9  | 17 | 26 | −9  | 15  |
| 8   | Bolivia    | 16 | 2 | 6 | 8  | 17 | 30 | −13 | 12  |
| 9   | Paraguay   | 16 | 3 | 3 | 10 | 17 | 31 | −14 | 12  |

### Topschutters
| Naam             | Wed. | Goals |
| ---------------- | ---- | ----- |
| Lionel Messi     | 14   | 10    |
| Gonzalo Higuaín  | 11   | 9     |
| Sergio Agüero    | 8    | 5     |
| Ángel Di María   | 12   | 3     |
| Ezequiel Lavezzi | 8    | 3     |
| Maxi Rodríguez   | 5    | 3     |
| Éver Banega      | 8    | 1     |
| Rodrigo Palacio  | 8    | 1     |

## Het wereldkampioenschap
Op 6 december 2013 werd er geloot voor de groepsfase van het WK in Brazilië. Argentinië werd als reekshoofd ondergebracht in Groep F en kreeg zo Rio de Janeiro, Belo Horizonte en Porto Alegre als speelsteden voor de groepsfase. Naast Argentinië kwamen ook Iran, Bosnië en Herzegovina en Nigeria kwamen in Groep F terecht. Bondscoach Alejandro Sabella was tevreden met de loting, maar gaf toe dat hij onvoldoende ingelicht was om over de sterkte van Nigeria en Iran te oordelen.
De FIFA maakte op 13 mei bekend dat de slogan van het Argentijns elftal, zichtbaar op de spelersbus, "No somos un equipo, somos un país" is, dat "we zijn niet alleen een team, we zijn een land" betekent. De slogan werd door supporters gekozen.

### Verloop van het toernooi

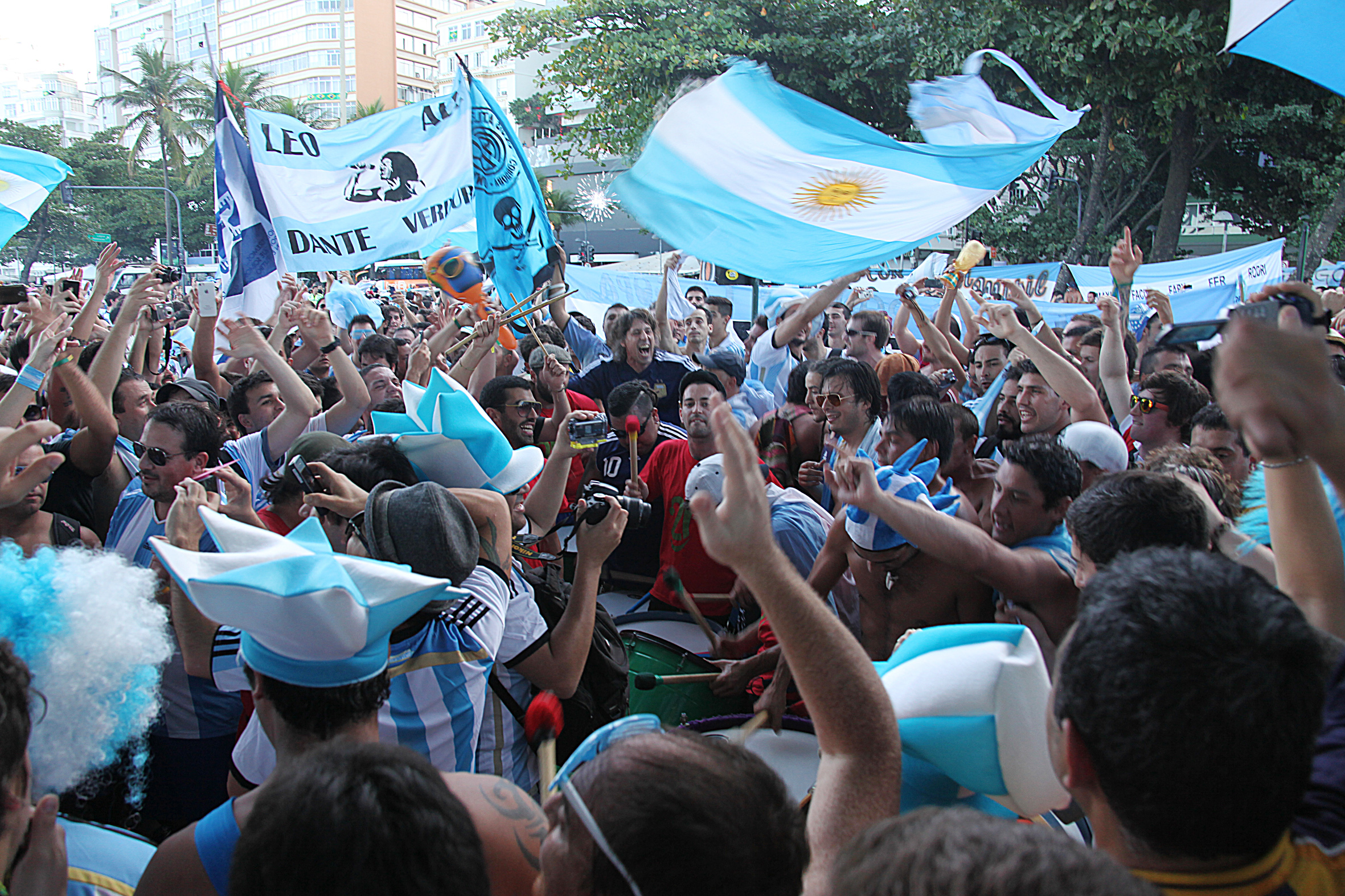
Zo'n 100.000 Argentijnse supporters woonden het WK in Brazilië bij.

Voor de eerste groepswedstrijd, tegen Bosnië en Herzegovina, koos bondscoach Sabella voor een 5-3-2-formatie. Hoewel de Argentijnen via een eigen doelpunt van de Bosnische linksachter Sead Kolašinac al snel op voorsprong kwamen, slaagde het team er niet in om te overtuigen. Tijdens de rust bracht Sabella spits Gonzalo Higuaín en middenvelder Fernando Gago op het veld en schakelde Argentinië over naar een 4-2-3-1. In de tweede helft diepte aanvoerder Lionel Messi de Argentijnse voorsprong uit met een geplaatst schot dat via de paal in doel verdween. In het slot werd het nog spannend door een treffer van invaller Vedad Ibišević, maar verder dan 2-1 kwam Bosnië en Herzegovina niet.
Voor de wedstrijd tegen Iran verdwenen verdediger Hugo Campagnaro en middenvelder Maxi Rodríguez uit het team en koos Sabella voor dezelfde elf spelers die aan de tweede helft tegen Bosnië en Herzegovina begonnen waren. Ondanks de nieuwe tactiek kon Argentinië niet meteen afstand nemen van Iran, dat in de tweede helft de beste kansen versierde. In blessuretijd besliste opnieuw Messi de wedstrijd met een geplaatst schot.

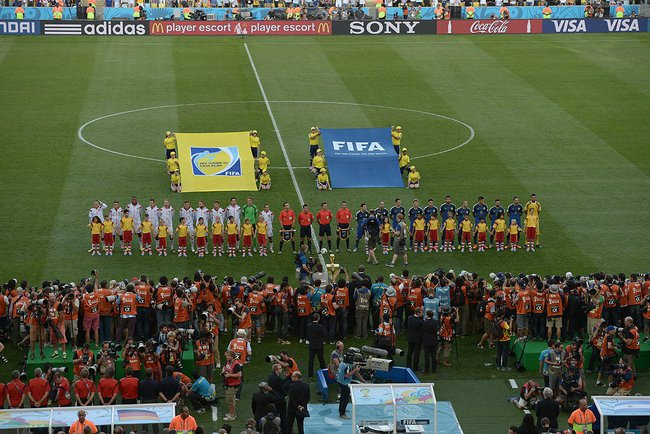
Duitsland en Argentinië staan klaar voor de aftrap van de finale.

In de derde en laatste groepswedstrijd namen de Argentijnen het op tegen Nigeria. Argentinië kwam al na enkele minuten op voorsprong via Messi, die het leer met een hard schot in het dak van het doel joeg. Nigeria reageerde een minuut later tegen via flankaanvaller Ahmed Musa, die een tegenaanval afrondde door de bal naar de verste paal te krullen: 1-1. Hoewel Argentinië in de eerste helft Sergio Agüero met een hamstringblessure zag uitvallen, wist het team van Sabella toch opnieuw op voorsprong te komen. In de blessuretijd maakte Messi via een vrije trap zijn vierde WK-treffer. Net na de rust was het opnieuw de beurt aan Musa, die profiteerde van de ruimte in de Argentijnse defensie om doelman Sergio Romero een tweede keer te kloppen. Drie minuten later zorgde linksachter Marcos Rojo voor de 2-3 eindstand. Zijn ploeggenoot Ezequiel Garay ging bij een hoekschop onder de bal door, waardoor het leer verrassend via de knie van Rojo in doel verdween.
In de achtste finale trof het elftal van Sabella Zwitserland, dat tweede was geworden in groep E. Op uitzondering van de geblesseerde Agüero, die vervangen werd door Ezequiel Lavezzi, koos Argentinië voor dezelfde opstelling als tegen Iran en Nigeria. Het werd een gesloten wedstrijd zonder veel kansen. Pas in de verlengingen kon de bedrijvige Ángel Di María de score openen. Met nog enkele minuten te gaan plaatste hij de bal op aangeven van Messi voorbij doelman Diego Benaglio. In de slotseconden kopte de Zwitserse invaller Blerim Džemaili van dichtbij tegen de paal, waarna het leer via zijn lichaam net naast het doel over de achterlijn rolde.

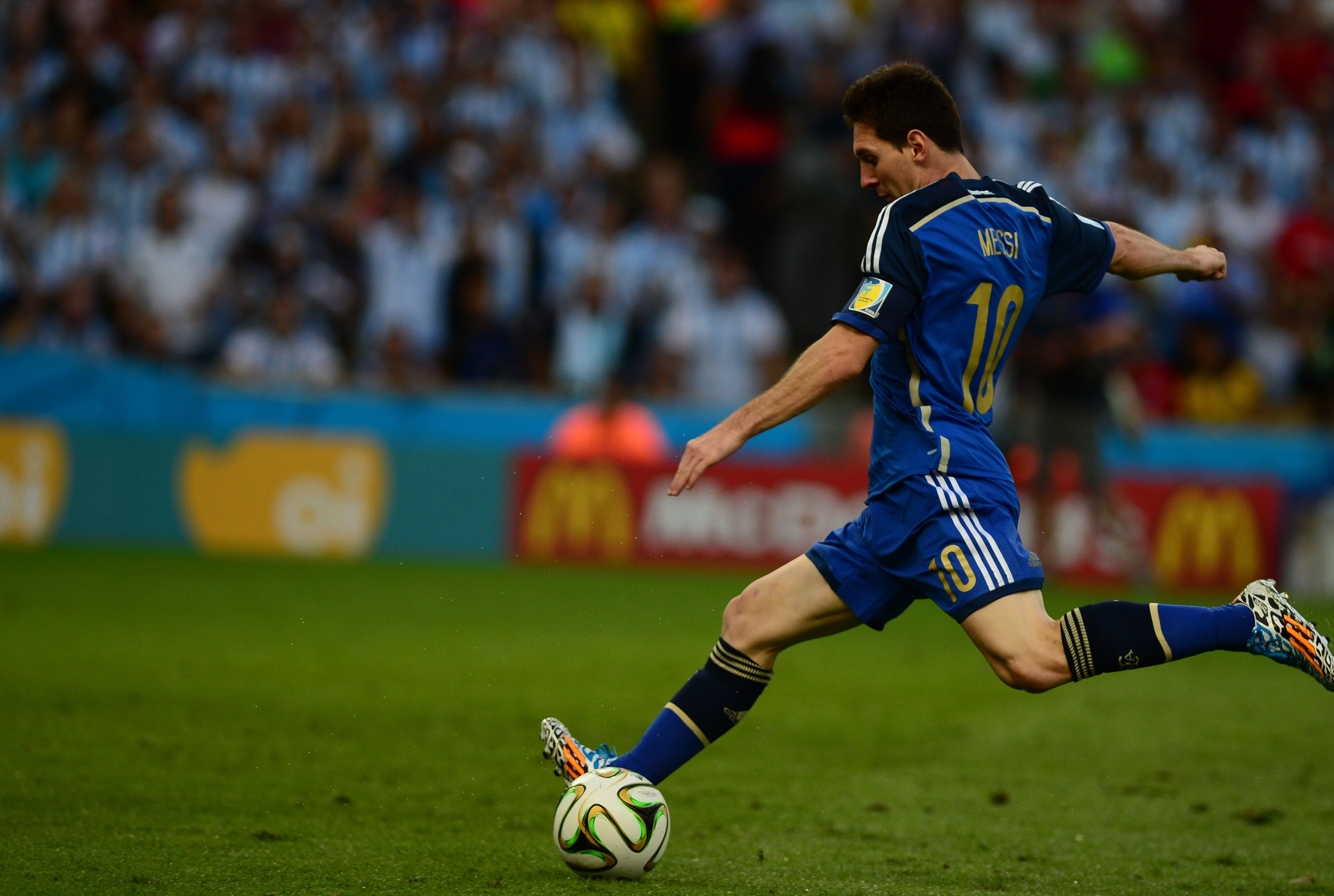
Lionel Messi mocht als beste speler van het WK de Gouden Bal in ontvangst nemen.

In de kwartfinale mocht België de strijd aangaan met Argentinië. Sabella liet voor het duel voor het eerst Lucas Biglia, Martín Demichelis en José María Basanta aan de aftrap verschijnen. Biglia, de middenvelder met een verleden in de Belgische competitie, nam de plaats in van Fernando Gago, de ervaren Demichelis verving centraal in de verdediging Federico Fernández en José María Basanta nam tijdelijk de positie van de geschorste linksachter Rojo over. Argentinië kwam al na acht minuten op voorsprong via Gonzalo Higuaín, die de bal met een gekruist schot laag in doel trapte. Na de vroege voorsprong beperkten de Argentijnen, die na 38 minuten Di María verloren met een blessure, zich hoofdzakelijk tot verdedigen. België kon geen vuist maken tegen Argentinië dat in het slot van de wedstrijd nog dicht bij de 2-0 was, maar de lob van Messi raakte niet voorbij doelman Thibaut Courtois.
Voor de halve finale tegen Nederland keerde Rojo terug in de basis, terwijl de plaats van de geblesseerde Di María werd ingenomen door Enzo Pérez. Zowel Nederland - dat met vijf verdedigers aan het duel begon - als Argentinië creëerde amper kansen. In 120 minuten viel er geen doelpunt. In de strafschoppenreeks trok Argentinië aan het langste eind. Ron Vlaar en Wesley Sneijder zagen hun strafschop gestopt worden door doelman Romero, bij Argentinië miste niemand.
In de finale nam Argentinië het op tegen Duitsland. De wedstrijd was een heruitgave van de finales van 1986 en 1990. Net als in 1990 trok Duitsland aan het langste eind. Mario Götze scoorde in de 23e minuut van de verlengingen het enige doelpunt van de finale. Na afloop werd Messi uitgeroepen tot beste speler van het toernooi.

### Uitrustingen
| Thuis | Uit | Alternatief |  |

### Technische staf
| Naam              | Functie        |
| ----------------- | -------------- |
| Technische staf   |                |
| Alejandro Sabella | Bondscoach     |
| Julián Camino     | Assistent      |
| Claudio Gugnali   | Assistent      |
| Juan José Romero  | Keeperstrainer |
| Pablo Blanco      | Fitness coach  |

### Selectie en statistieken
| Nr. | Naam               | Geboortedatum | GW |   |   |   |   |   |   | Club                | Positie(s) |
| --- | ------------------ | ------------- | -- | - | - | - | - | - | - | ------------------- | ---------- |
| 1   | Sergio Romero      | 22-02-1987    | 7  | 0 | 0 | 0 | 0 | 0 | 0 | AS Monaco           | GK         |
| 2   | Ezequiel Garay     | 10-10-1986    | 7  | 0 | 1 | 0 | 0 | 0 | 0 | Benfica             | CB         |
| 3   | Hugo Campagnaro    | 27-06-1980    | 1  | 0 | 0 | 0 | 0 | 0 | 1 | Internazionale      | CB, RB     |
| 4   | Pablo Zabaleta     | 16-01-1985    | 7  | 0 | 0 | 0 | 0 | 0 | 0 | Manchester City     | RB, LB     |
| 5   | Fernando Gago      | 10-04-1986    | 6  | 0 | 0 | 0 | 0 | 3 | 1 | Boca Juniors        | DM         |
| 6   | Lucas Biglia       | 30-01-1986    | 7  | 0 | 1 | 0 | 0 | 4 | 0 | Lazio Roma          | DM         |
| 7   | Ángel Di María     | 14-02-1988    | 5  | 1 | 1 | 0 | 0 | 0 | 2 | Real Madrid         | RW, AM, LW |
| 8   | Enzo Pérez         | 22-02-1986    | 3  | 0 | 0 | 0 | 0 | 1 | 2 | Benfica             | CM, AM, RW |
| 9   | Gonzalo Higuaín    | 10-12-1987    | 7  | 1 | 0 | 0 | 0 | 1 | 5 | Napoli              | CF         |
| 10  | Lionel Messi       | 24-06-1987    | 7  | 4 | 0 | 0 | 0 | 0 | 1 | FC Barcelona        | CF, RW, AM |
| 11  | Maxi Rodríguez     | 02-01-1981    | 2  | 0 | 0 | 0 | 0 | 1 | 1 | Newell's Old Boys   | LW, RW, CM |
| 12  | Agustín Orión      | 26-07-1981    | 0  | 0 | 0 | 0 | 0 | 0 | 0 | Boca Juniors        | GK         |
| 13  | Augusto Fernández  | 10-04-1986    | 0  | 0 | 0 | 0 | 0 | 0 | 0 | Celta de Vigo       | RW, CM     |
| 14  | Javier Mascherano  | 08-06-1984    | 6  | 0 | 1 | 0 | 0 | 0 | 0 | FC Barcelona        | DM, CB     |
| 15  | Martín Demichelis  | 20-12-1980    | 3  | 0 | 1 | 0 | 0 | 0 | 0 | Manchester City     | CB, DM     |
| 16  | Marcos Rojo        | 20-03-1990    | 6  | 1 | 2 | 0 | 0 | 0 | 1 | Sporting Lissabon   | CB, LB     |
| 17  | Federico Fernández | 21-02-1989    | 4  | 0 | 0 | 0 | 0 | 0 | 0 | Napoli              | CB         |
| 18  | Rodrigo Palacio    | 05-02-1982    | 5  | 0 | 0 | 0 | 0 | 5 | 0 | Internazionale      | CF, RW     |
| 19  | Ricardo Álvarez    | 12-04-1988    | 1  | 0 | 0 | 0 | 0 | 1 | 0 | Internazionale      | AM         |
| 20  | Sergio Agüero      | 02-06-1988    | 5  | 0 | 1 | 0 | 0 | 2 | 3 | Manchester City     | CF, LW     |
| 21  | Mariano Andújar    | 30-07-1983    | 0  | 0 | 0 | 0 | 0 | 0 | 0 | Catania             | GK         |
| 22  | Ezequiel Lavezzi   | 03-05-1985    | 6  | 0 | 0 | 0 | 0 | 2 | 4 | Paris Saint-Germain | LW, CF, RW |
| 23  | José María Basanta | 03-04-1984    | 2  | 0 | 0 | 0 | 0 | 1 | 0 | Monterrey           | CB, LB     |

### Wedstrijden
| Land                  | W | G | V | DV | DT | +/− | Pnt |
| --------------------- | - | - | - | -- | -- | --- | --- |
| Argentinië            | 3 | 0 | 0 | 6  | 3  | +3  | 9   |
| Nigeria               | 1 | 1 | 1 | 3  | 3  | 0   | 4   |
| Bosnië en Herzegovina | 1 | 0 | 2 | 4  | 4  | 0   | 3   |
| Iran                  | 0 | 1 | 2 | 1  | 4  | −3  | 1   |

#### Groepsfase
|                          |                               |         |                       |                                                                                          |
| 15 juni 2014 19:00 UTC−3 | Argentinië                    | 2 – 1   | Bosnië en Herzegovina | Maracanã, Rio de Janeiro Toeschouwers: 74.738 Scheidsrechter: Joel Aguilar (El Salvador) |
| 15 juni 2014 19:00 UTC−3 | Kolašinac 3' (e.d.) Messi 65' | Verslag | 84' Ibišević          | Maracanã, Rio de Janeiro Toeschouwers: 74.738 Scheidsrechter: Joel Aguilar (El Salvador) |

| Argentinië | Bosnië en Herzegovina |

| Argentinië:       |    |                    |     |
|                   |    |                    |     |
| GK                | 1  | Sergio Romero      |     |
| RWB               | 4  | Pablo Zabaleta     |     |
| CB                | 17 | Federico Fernández |     |
| CB                | 3  | Hugo Campagnaro    | 46' |
| CB                | 2  | Ezequiel Garay     |     |
| LWB               | 16 | Marcos Rojo        | 25' |
| CM                | 11 | Maxi Rodríguez     | 46' |
| DM                | 14 | Javier Mascherano  |     |
| CM                | 7  | Ángel Di María     |     |
| CF                | 20 | Sergio Agüero      | 87' |
| CF                | 10 | Lionel Messi       |     |
| Wisselspelers:    |    |                    |     |
| FW                | 9  | Gonzalo Higuaín    | 46' |
| MF                | 5  | Fernando Gago      | 46' |
| MF                | 6  | Lucas Biglia       | 87' |
| Coach:            |    |                    |     |
| Alejandro Sabella |    |                    |     |

| Bosnië en Herzegovina: |    |                    |     |
|                        |    |                    |     |
| GK                     | 1  | Asmir Begović      |     |
| RB                     | 13 | Mensur Mujdža      | 69' |
| CB                     | 3  | Ermin Bičakčić     |     |
| CB                     | 4  | Emir Spahić        | 63' |
| LB                     | 5  | Sead Kolašinac     |     |
| CM                     | 7  | Muhamed Bešić      |     |
| CM                     | 20 | Izet Hajrović      | 71' |
| AM                     | 10 | Zvjezdan Misimović | 74' |
| RW                     | 8  | Miralem Pjanić     |     |
| CF                     | 11 | Edin Džeko         |     |
| LW                     | 16 | Senad Lulić        |     |
| Wisselspelers:         |    |                    |     |
| FW                     | 9  | Vedad Ibišević     | 69' |
| MF                     | 19 | Edin Višća         | 71' |
| MF                     | 18 | Haris Međunjanin   | 74' |
| Coach:                 |    |                    |     |
| Safet Sušić            |    |                    |     |

Man van de wedstrijd:

 Lionel Messi

|                          |             |         |      |                                                                                      |
| 21 juni 2014 13:00 UTC−3 | Argentinië  | 1 – 0   | Iran | Mineirão, Belo Horizonte Toeschouwers: 57.698 Scheidsrechter: Milorad Mažić (Servië) |
| 21 juni 2014 13:00 UTC−3 | Messi 90+1' | Verslag |      | Mineirão, Belo Horizonte Toeschouwers: 57.698 Scheidsrechter: Milorad Mažić (Servië) |

| Argentinië | Iran |

| Argentinië:       |    |                    |       |
|                   |    |                    |       |
| GK                | 1  | Sergio Romero      |       |
| RB                | 4  | Pablo Zabaleta     |       |
| CB                | 17 | Federico Fernández |       |
| CB                | 2  | Ezequiel Garay     |       |
| LB                | 16 | Marcos Rojo        |       |
| DM                | 5  | Fernando Gago      |       |
| DM                | 14 | Javier Mascherano  |       |
| RW                | 7  | Ángel Di María     | 90+4' |
| AM                | 10 | Lionel Messi       |       |
| LW                | 20 | Sergio Agüero      | 77'   |
| CF                | 9  | Gonzalo Higuaín    | 77'   |
| Wisselspelers:    |    |                    |       |
| FW                | 18 | Rodrigo Palacio    | 77'   |
| FW                | 22 | Ezequiel Lavezzi   | 77'   |
| MF                | 6  | Lucas Biglia       | 90+4' |
| Coach:            |    |                    |       |
| Alejandro Sabella |    |                    |       |

| Iran:          |    |                      |         |
|                |    |                      |         |
| GK             | 12 | Alireza Haghighi     |         |
| RB             | 15 | Pejman Montazeri     |         |
| CB             | 4  | Jalal Hosseini       |         |
| CB             | 5  | Amir Hossein Sadeghi |         |
| LB             | 23 | Mehrdad Pooladi      |         |
| RM             | 21 | Ashkan Dejagah       | 85'     |
| CM             | 14 | Andranik Teymourian  |         |
| AM             | 7  | Masoud Shojaei       | 73' 77' |
| CM             | 6  | Javad Nekounam       | 53'     |
| LM             | 3  | Ehsan Hajsafi        | 88'     |
| CF             | 16 | Reza Ghoochannejhad  |         |
| Wisselspelers: |    |                      |         |
| MF             | 2  | Khosro Heydari       | 77'     |
| FW             | 9  | Alireza Jahanbakhsh  | 85'     |
| MF             | 8  | Reza Haghighi        | 88'     |
| Coach:         |    |                      |         |
| Carlos Queiroz |    |                      |         |

Man van de wedstrijd:

 Lionel Messi

|                          |              |         |                          |                                                                                              |
| 25 juni 2014 13:00 UTC−3 | Nigeria      | 2 – 3   | Argentinië               | Estádio Beira-Rio, Porto Alegre Toeschouwers: 43.285 Scheidsrechter: Nicola Rizzoli (Italië) |
| 25 juni 2014 13:00 UTC−3 | Musa 4', 47' | Verslag | 3', 45+1' Messi 50' Rojo | Estádio Beira-Rio, Porto Alegre Toeschouwers: 43.285 Scheidsrechter: Nicola Rizzoli (Italië) |

| Nigeria | Argentinië |

| Nigeria:       |    |                  |     |
|                |    |                  |     |
| GK             | 1  | Vincent Enyeama  |     |
| RB             | 5  | Efe Ambrose      |     |
| CB             | 2  | Joseph Yobo      |     |
| CB             | 22 | Kenneth Omeruo   | 49' |
| LB             | 13 | Juwon Oshaniwa   | 51' |
| RW             | 7  | Ahmed Musa       |     |
| CM             | 17 | Ogenyi Onazi     |     |
| CM             | 10 | John Obi Mikel   |     |
| LW             | 18 | Michel Babatunde | 65' |
| AM             | 8  | Peter Odemwingie | 80' |
| CF             | 9  | Emmanuel Emenike |     |
| Wisselspelers: |    |                  |     |
| FW             | 20 | Michael Uchebo   | 65' |
| FW             | 19 | Uche Nwofor      | 80' |
| Coach:         |    |                  |     |
| Stephen Keshi  |    |                  |     |

| Argentinië:       |    |                    |       |
|                   |    |                    |       |
| GK                | 1  | Sergio Romero      |       |
| RB                | 4  | Pablo Zabaleta     |       |
| CB                | 17 | Federico Fernández |       |
| CB                | 2  | Ezequiel Garay     |       |
| LB                | 16 | Marcos Rojo        |       |
| DM                | 5  | Fernando Gago      |       |
| DM                | 14 | Javier Mascherano  |       |
| RW                | 7  | Ángel Di María     |       |
| AM                | 10 | Lionel Messi       | 63'   |
| LW                | 20 | Sergio Agüero      | 38'   |
| CF                | 9  | Gonzalo Higuaín    | 90+1' |
| Wisselspelers:    |    |                    |       |
| FW                | 22 | Ezequiel Lavezzi   | 38'   |
| MF                | 19 | Ricardo Álvarez    | 63'   |
| MF                | 6  | Lucas Biglia       | 90+1' |
| Coach:            |    |                    |       |
| Alejandro Sabella |    |                    |       |

Man van de wedstrijd:

 Lionel Messi

#### 1/8 finale
|                         |               |              |             |                                                                                |
| 1 juli 2014 13:00 UTC−3 | Argentinië    | 1 – 0 (n.v.) | Zwitserland | Novo Estádio do Corinthians, São Paulo Scheidsrechter: Jonas Eriksson (Zweden) |
| 1 juli 2014 13:00 UTC−3 | Di María 118' | Verslag      |             | Novo Estádio do Corinthians, São Paulo Scheidsrechter: Jonas Eriksson (Zweden) |

| Argentinië | Zwitserland |

| Argentinië:       |    |                    |            |
|                   |    |                    |            |
| GK                | 1  | Sergio Romero      |            |
| RB                | 4  | Pablo Zabaleta     |            |
| CB                | 17 | Federico Fernández |            |
| CB                | 2  | Ezequiel Garay     | 124'       |
| LB                | 16 | Marcos Rojo        | 90' 105+1' |
| DM                | 5  | Fernando Gago      | 106'       |
| DM                | 14 | Javier Mascherano  |            |
| RW                | 7  | Ángel Di María     | 120'       |
| AM                | 10 | Lionel Messi       |            |
| LW                | 22 | Ezequiel Lavezzi   | 74'        |
| CF                | 9  | Gonzalo Higuaín    |            |
| Wisselspelers:    |    |                    |            |
| FW                | 18 | Rodrigo Palacio    | 74'        |
| DF                | 23 | José María Basanta | 105+1'     |
| MF                | 6  | Lucas Biglia       | 106'       |
| Coach:            |    |                    |            |
| Alejandro Sabella |    |                    |            |

| Zwitserland:    |    |                      |         |
|                 |    |                      |         |
| GK              | 1  | Diego Benaglio       |         |
| RB              | 2  | Stephan Lichtsteiner |         |
| CB              | 20 | Johan Djourou        |         |
| CB              | 22 | Fabian Schär         |         |
| LB              | 13 | Ricardo Rodríguez    |         |
| CM              | 11 | Valon Behrami        |         |
| CM              | 8  | Gokhan Inler         |         |
| AM              | 10 | Granit Xhaka         | 36' 66' |
| RW              | 23 | Xherdan Shaqiri      |         |
| CF              | 19 | Josip Drmić          | 82'     |
| LW              | 18 | Admir Mehmedi        | 113'    |
| Wisselspelers:  |    |                      |         |
| MF              | 16 | Gelson Fernandes     | 66' 73' |
| FW              | 9  | Haris Seferović      | 82'     |
| MF              | 15 | Blerim Džemaili      | 113'    |
| Coach:          |    |                      |         |
| Ottmar Hitzfeld |    |                      |         |

Man van de wedstrijd:

 Lionel Messi

#### Kwartfinale
|                         |            |         |        | |
| 5 juli 2014 13:00 UTC−3 | Argentinië | 1 – 0   | België | Estádio Nacional de Brasília, Brasilia Toeschouwers: 68.551 Scheidsrechter: Nicola Rizzoli (Italië) |
| 5 juli 2014 13:00 UTC−3 | Higuaín 8' | Verslag |        | Estádio Nacional de Brasília, Brasilia Toeschouwers: 68.551 Scheidsrechter: Nicola Rizzoli (Italië) |

| Argentinië | België |

| Argentinië:       |    |                    |     |
|                   |    |                    |     |
| GK                | 1  | Sergio Romero      |     |
| RB                | 4  | Pablo Zabaleta     |     |
| CB                | 15 | Martín Demichelis  |     |
| CB                | 2  | Ezequiel Garay     |     |
| LB                | 23 | José María Basanta |     |
| DM                | 6  | Lucas Biglia       | 75' |
| DM                | 14 | Javier Mascherano  |     |
| RW                | 7  | Ángel Di María     | 33' |
| AM                | 10 | Lionel Messi       |     |
| LW                | 22 | Ezequiel Lavezzi   | 71' |
| CF                | 9  | Gonzalo Higuaín    | 81' |
| Wisselspelers:    |    |                    |     |
| MF                | 8  | Enzo Pérez         | 33' |
| FW                | 18 | Rodrigo Palacio    | 71' |
| MF                | 5  | Fernando Gago      | 81' |
| Coach:            |    |                    |     |
| Alejandro Sabella |    |                    |     |

| België:        |    |                   |         |
|                |    |                   |         |
| GK             | 1  | Thibaut Courtois  |         |
| RB             | 2  | Toby Alderweireld | 68'     |
| CB             | 15 | Daniel Van Buyten |         |
| CB             | 4  | Vincent Kompany   |         |
| LB             | 5  | Jan Vertonghen    |         |
| CM             | 6  | Axel Witsel       |         |
| CM             | 8  | Marouane Fellaini |         |
| AM             | 7  | Kevin De Bruyne   |         |
| RW             | 11 | Kevin Mirallas    | 60'     |
| CF             | 17 | Divock Origi      | 59'     |
| LW             | 10 | Eden Hazard       | 53' 75' |
| Wisselspelers: |    |                   |         |
| FW             | 9  | Romelu Lukaku     | 59'     |
| MF             | 14 | Dries Mertens     | 60'     |
| MF             | 22 | Nacer Chadli      | 75'     |
| Coach:         |    |                   |         |
| Marc Wilmots   |    |                   |         |

Man van de wedstrijd:

 Gonzalo Higuaín

#### Halve finale
|                           |                             |              |                              |                                                                                          |
| 9 juli 2014 17:00 (UTC−3) | Nederland                   | 0 – 0 (n.v.) | Argentinië                   | Arena Corinthians, São Paulo Toeschouwers: 63.267 Scheidsrechter: Cüneyt Çakır (Turkije) |
| 9 juli 2014 17:00 (UTC−3) | Verslag                     |              |                              | Arena Corinthians, São Paulo Toeschouwers: 63.267 Scheidsrechter: Cüneyt Çakır (Turkije) |
| 9 juli 2014 17:00 (UTC−3) | Strafschoppen               |              |                              | Arena Corinthians, São Paulo Toeschouwers: 63.267 Scheidsrechter: Cüneyt Çakır (Turkije) |
| 9 juli 2014 17:00 (UTC−3) | Vlaar Robben Sneijder Kuijt | 2 – 4        | Messi Garay Agüero Rodríguez | Arena Corinthians, São Paulo Toeschouwers: 63.267 Scheidsrechter: Cüneyt Çakır (Turkije) |

| Nederland | Argentinië |

| Nederland:     |    |                     |          |
|                |    |                     |          |
| GK             | 1  | Jasper Cillessen    |          |
| RWB            | 15 | Dirk Kuijt          |          |
| CB             | 3  | Stefan de Vrij      |          |
| CB             | 2  | Ron Vlaar           |          |
| CB             | 4  | Bruno Martins Indi  | 45' 46'  |
| LWB            | 5  | Daley Blind         |          |
| CM             | 20 | Georginio Wijnaldum |          |
| CM             | 6  | Nigel de Jong       | 62'      |
| AM             | 10 | Wesley Sneijder     |          |
| CF             | 11 | Arjen Robben        |          |
| CF             | 9  | Robin van Persie    | 96'      |
| Wisselspelers: |    |                     |          |
| DF             | 7  | Daryl Janmaat       | 46'      |
| MF             | 16 | Jordy Clasie        | 62'      |
| FW             | 19 | Klaas-Jan Huntelaar | 96' 105' |
| Coach:         |    |                     |          |
| Louis van Gaal |    |                     |          |

| Argentinië:       |    |                   |      |
|                   |    |                   |      |
| GK                | 1  | Sergio Romero     |      |
| RB                | 4  | Pablo Zabaleta    |      |
| CB                | 15 | Martín Demichelis | 49'  |
| CB                | 2  | Ezequiel Garay    |      |
| LB                | 16 | Marcos Rojo       |      |
| DM                | 6  | Lucas Biglia      |      |
| DM                | 14 | Javier Mascherano |      |
| RW                | 8  | Enzo Pérez        | 81'  |
| AM                | 10 | Lionel Messi      |      |
| LW                | 22 | Ezequiel Lavezzi  | 101' |
| CF                | 9  | Gonzalo Higuaín   | 82'  |
| Wisselspelers:    |    |                   |      |
| FW                | 18 | Rodrigo Palacio   | 81'  |
| FW                | 20 | Sergio Agüero     | 82'  |
| MF                | 11 | Maxi Rodríguez    | 101' |
| Coach:            |    |                   |      |
| Alejandro Sabella |    |                   |      |

Man van de wedstrijd:

 Sergio Romero

#### Finale
|                            |            |              |            |                                                                                       |
| 13 juli 2014 16:00 (UTC−3) | Duitsland  | 1 – 0 (n.v.) | Argentinië | Maracanã, Rio de Janeiro Toeschouwers: 74.738 Scheidsrechter: Nicola Rizzoli (Italië) |
| 13 juli 2014 16:00 (UTC−3) | Götze 113' | Verslag      |            | Maracanã, Rio de Janeiro Toeschouwers: 74.738 Scheidsrechter: Nicola Rizzoli (Italië) |

| Duitsland | Argentinië |

| Duitsland:     |    |                        |      |
|                |    |                        |      |
| GK             | 1  | Manuel Neuer           |      |
| RB             | 16 | Philipp Lahm           |      |
| CB             | 20 | Jérôme Boateng         |      |
| CB             | 5  | Mats Hummels           |      |
| LB             | 4  | Benedikt Höwedes       | 34'  |
| CM             | 7  | Bastian Schweinsteiger | 29'  |
| CM             | 23 | Christoph Kramer       | 32'  |
| AM             | 18 | Toni Kroos             |      |
| RW             | 13 | Thomas Müller          |      |
| CF             | 11 | Miroslav Klose         | 88'  |
| LW             | 8  | Mesut Özil             | 120' |
| Wisselspelers: |    |                        |      |
| MF             | 9  | André Schürrle         | 32'  |
| MF             | 19 | Mario Götze            | 88'  |
| DF             | 17 | Per Mertesacker        | 120' |
| Coach:         |    |                        |      |
| Joachim Löw    |    |                        |      |

| Argentinië:       |    |                   |         |
|                   |    |                   |         |
| GK                | 1  | Sergio Romero     |         |
| RB                | 4  | Pablo Zabaleta    |         |
| CB                | 15 | Martín Demichelis |         |
| CB                | 2  | Ezequiel Garay    |         |
| LB                | 16 | Marcos Rojo       |         |
| DM                | 6  | Lucas Biglia      |         |
| DM                | 14 | Javier Mascherano | 64'     |
| RW                | 8  | Enzo Pérez        | 86'     |
| AM                | 10 | Lionel Messi      |         |
| LW                | 22 | Ezequiel Lavezzi  | 46'     |
| CF                | 9  | Gonzalo Higuaín   | 78'     |
| Wisselspelers:    |    |                   |         |
| FW                | 20 | Sergio Agüero     | 46' 65' |
| FW                | 18 | Rodrigo Palacio   | 78'     |
| MF                | 5  | Fernando Gago     | 86'     |
| Coach:            |    |                   |         |
| Alejandro Sabella |    |                   |         |

Man van de wedstrijd:

 Mario Götze

AUF · A-internationals · Selecties · Bondscoaches · Argentijns vrouwenelftal · Olympisch elftal · Argentinië U21 · Argentinië U20 · Argentinië U19 · Argentinië U18 · Argentinië U17
1900 – 1909 ·
1910 – 1919 ·
1920 – 1929 ·
1930 – 1939 ·
1940 – 1949 ·
1950 – 1959 ·
1960 – 1969 ·
1970 – 1979 ·
1980 – 1989 ·
1990 – 1999 ·
2000 – 2009 ·
2010 – 2019 ·
2020 − 2029
WK 1930 · 
WK 1934 · 
WK 1958 · 
WK 1962 · 
WK 1966 · 
WK 1974 · 
WK 1978 · 
WK 1982 · 
WK 1986 · 
WK 1990 · 
WK 1994 · 
WK 1998 · 
WK 2002 · 
WK 2006 · 
WK 2010 · 
WK 2014 · 
WK 2018 ·
WK 2022
OS 1928 · 
OS 1988 · 
OS 1996 · 
OS 2004 · 
OS 2008 · 
OS 2016 · 
OS 2020
1902 · 
1903 · 
1904 · 
1905 · 
1906 · 
1907 · 
1908 · 
1909 ·
1910 · 
1911 · 
1912 · 
1913 · 
1914 · 
1915 · 
1916 · 
1917 · 
1918 · 
1919 ·
1920 · 
1921 · 
1922 · 
1923 · 
1924 · 
1925 · 
1926 · 
1927 · 
1928 · 
1929 ·
1930 · 
1931 · 
1932 · 
1933 · 
1934 · 
1935 · 
1936 · 
1937 · 
1938 · 
1939 ·
1940 · 
1941 · 
1942 · 
1943 · 
1944 · 
1945 · 
1946 · 
1947 · 
1948 · 1949 · 
1950 · 
1951 · 
1952 · 
1953 · 
1954 · 
1955 · 
1956 · 
1957 · 
1958 · 
1959 ·
1960 · 
1961 · 
1962 · 
1963 · 
1964 · 
1965 · 
1966 · 
1967 · 
1968 · 
1969 ·
1970 · 
1971 · 
1972 · 
1973 · 
1974 · 
1975 · 
1976 · 
1977 · 
1978 · 
1979 ·
1980 · 
1981 · 
1982 · 
1983 · 
1984 · 
1985 · 
1986 · 
1987 · 
1988 · 
1989 ·
1990 ·
1991 · 
1992 · 
1993 · 
1994 · 
1995 · 
1996 · 
1997 · 
1998 · 
1999 · 
2000 · 
2001 · 
2002 · 
2003 · 
2004 · 
2005 · 
2006 · 
2007 · 
2008 · 
2009 · 
2010 · 
2011 · 
2012 · 
2013 · 
2014 ·
2015 ·
2016 ·
2017 ·
2018 ·
2019 ·
2020 ·
2021 ·
2022 ·
2023
Albanië ·
Algerije ·
Angola ·
Australië ·
België ·
Bolivia ·
Bosnië en Herzegovina · 
Brazilië ·
Bulgarije ·
Canada ·
Chili ·
China ·
Colombia ·
Costa Rica · 
Curaçao ·
Denemarken ·
DDR ·
Duitsland ·
Ecuador ·
Egypte ·
El Salvador ·
Engeland ·
Estland ·
Frankrijk ·
Ghana ·
Griekenland ·
Guatemala ·
Haïti ·
Honduras ·
Hongarije ·
Hongkong ·
Ierland ·
IJsland ·
India ·
Indonesië ·
Irak ·
Iran ·
Israël ·
Italië ·
Ivoorkust ·
Jamaica ·
Japan ·
Joegoslavië ·
Kameroen ·
Kroatië ·
Libië ·
Litouwen · 
Marokko ·
Mexico ·
Nederland ·
Nicaragua ·
Nigeria ·
Noord-Ierland ·
Noorwegen ·
Oostenrijk ·
Panama ·
Paraguay ·
Peru ·
Polen ·
Portugal · 
Qatar ·
Roemenië ·
Rusland · 
Saoedi-Arabië · 
Schotland ·
Servië en Montenegro ·
Singapore ·
Slovenië ·
Slowakije ·
Sovjet-Unie ·
Spanje ·
Trinidad en Tobago ·
Tsjecho-Slowakije ·
Tunesië ·
Uruguay ·
Venezuela ·
Verenigde Arabische Emiraten ·
Verenigde Staten ·
Wales ·
Wit-Rusland · 
Zuid-Afrika ·
Zuid-Korea ·
Zweden ·
Zwitserland
Australië (2022) ·
België (2014) ·
Bosnië en Herzegovina (2014) ·
Brazilië (1982) ·
Brazilië (2005) ·
Denemarken (1995) ·
Duitsland (2006) ·
Duitsland (2014) ·
Frankrijk (2018) ·
Frankrijk (2022) ·
IJsland (2018) ·
Iran (2014) ·
Italië (1982) ·
Ivoorkust (2006) ·
Kroatië (2018) ·
Kroatië (2022) ·
Mexico (2006) ·
Nederland (1978) ·
Nederland (2006) ·
Nederland (2014) ·
Nederland (2022) ·
Nigeria (2010) ·
Nigeria (2014) ·
Nigeria (2018) ·
Saoedi-Arabië (1992) ·
Saoedi-Arabië (2022) · 
Servië en Montenegro (2006) ·
West-Duitsland (1986) · West-Duitsland (1990) ·
Zwitserland (2014)